# Pseudogorgorhynchus
Pseudogorgorhynchus is een geslacht in de taxonomische indeling van de Acanthocephala (haakwormen). De worm wordt meestal 1 tot 2 cm lang. Ze komen algemeen voor in het maag-darmstelsel van ongewervelden, vissen, amfibieën, vogels en zoogdieren.
De haakworm behoort tot de familie Rhadinorhynchidae. Pseudogorgorhynchus werd in 2000 beschreven door Moravec, Wolter & Körting.